# 전주서천초등학교
전주서천초등학교는 대한민국 전북특별자치도 전주시 완산구 서신동에 있는 공립 초등학교이다.

## 학교 연혁
- 1994년 5월 26일 전주서천초등학교 설립인가
- 1995년 10월 10일 전주서천초등학교 개교(20학급 편성)
- 1999년 6월 1일 전주서문초등학교 분리
- 2009년 3월 6일 병설유치원 개원
- 2022년 12월 27일 제27회 졸업(총 4537명)
- 2023년 3월 2일 17학급 편성
- 2024년 3월 1일 제12대 곽0아 교장 부임(16학급 편성)

## 학교 상징
- 교화 - 개나리 : 개나리는 '청순함'과 '희망'의 상징이며, 전주 서천어린이의 화합하는 마음과 밝은 미래를 상징합니다.
- 교목 - 소나무 : 늘 푸른 소나무는 고결한 선비정신의 '정절과 지조'를 뜻하며, 전주 서천 어린이들의 높은 기상을 상징합니다.
- 교조 - 기러기 : 기러기는 푸른 하늘을 질서정연하게 쉬지 않고 꾸준히 날아가는 새로서 전주 서천인의 없는질서와 단결 등 공동체 의식을 상징합니다.

## 참고 자료
- 전주서천초등학교 - 한국교육학술정보원 학교알리미